# Municipio de Strängnäs
Strängnäs (en sueco: Strängnäs kommun) es un municipio en la provincia de Södermanland, al sureste de Suecia. Su sede se encuentra en la ciudad de Strängnäs. El municipio actual se formó en 1971 por la fusión de las ciudades de Strängnäs y Mariefred con varios municipios rurales adyacentes.

## Localidades
Hay 11 áreas urbanas (tätort) en el municipio:
| #  | Tätort            | Población |
| -- | ----------------- | --------- |
| 1  | Strängnäs         | 14 265    |
| 2  | Mariefred         | 4132      |
| 3  | Åkers styckebruk  | 3017      |
| 4  | Abborrberget      | 2 542     |
| 5  | Stallarholmen     | 1759      |
| 6  | Marielund         | 574       |
| 7  | Härad             | 509       |
| 8  | Björktorp y Sanda | 460       |
| 9  | Merlänna          | 395       |
| 10 | Kalkudden         | 269       |
| 11 | Husby y Tuna      | 273       |

## Ciudades hermanas
Strängnäs está hermanado o tiene tratado de cooperación con:
- Ribe, Dinamarca
- Saku, Estonia
- Sauvo, Finlandia
- Salo, Finlandia
- Kandava, Letonia
- Leikanger, Noruega
- Olsztynek, Polonia
- Ratzeburg, Alemania
- Rheinsberg, Alemania
- Priozersk, Rusia
- Loiborsoit, Tanzania